# Lindsay Benko
Lindsay Benko (Estados Unidos, 29 de noviembre de 1976) es una nadadora estadounidense retirada especializada en pruebas de estilo libre, donde consiguió ser campeona olímpica en 2000 en los 4 × 200 metros.

## Carrera deportiva
En los Juegos Olímpicos de Sídney 2000 ganó la medalla de oro en los relevos de 4 × 200 metros estilo libre, con un tiempo de 7:57.80 segundos que fue récord olímpico, por delante de Australia y Alemania (bronce); tres años después, en el Campeonato Mundial de Natación de 2003 celebrado en Barcelona ganó la medalla de plata en los relevos de 4 x 100 metros estilos, nadando el largo de estilo libre, tras China (oro) y por delante de Australia (bronce).